# Rolf Gustafsson (militär)
För andra med samma eller liknande namn, se Rolf Gustafsson (olika betydelser)
Rolf Uno Gustafsson, född 10 september 1929 i Härryda församling i Göteborgs och Bohus län, död 22 mars 2024 i Uppsala Helga Trefaldighets distrikt i Uppsala län, var en svensk officer i flygvapnet.

## Biografi
Gustafsson avlade officersexamen 1956 och utnämndes till fänrik i flygvapnet samma år. Han befordrades till löjtnant 1958 vid Flygkadettskolan, till kapten 1964 vid Upplands flygflottilj och till major 1969, varpå han var chef för Flygavdelningen vid staben i Östra militärområdet från 1969. Efter befordran till överstelöjtnant 1972 var han var chef för Bomb- och skjutskolan i flygvapnet 1972–1977. År 1977 befordrades han till överste, varpå han var flottiljchef för Jämtlands flygflottilj 1977–1985 (från 1981 sektorflottiljchef). Gustafsson befordrades till överste av första graden 1981 och var sektorflottiljchef för Upplands flygflottilj 1985–1989.
Rolf Gustafsson gifte sig 1953 med Irmeli, finländska född i Viborg 1931 och död 2002.

## Utmärkelser
- Riddare av första klass av Svärdsorden, 1974.[4]